# Amonherkhepshef
Amonherkhepshef, o Amonherwenmef (XIII secolo a.C.), è stato un militare egizio primogenito, erede al trono, del sovrano egizio Ramses II e della regina Nefertari.
| i | mn · n | D2 · Z1 · F24 | I9 | A51 |

Jmn ḥr ḫpš=f

## Biografia
Nacque negli anni in cui il padre era coreggente al fianco di Seti I. Originalmente fu chiamato Amonherwenemef ("Amon è insieme alla sua mano destra") ma cambiò il nome in Amonherkhepshef ("Amon è con il suo forte braccio") al momento della salita al trono del padre e della sua conseguente nomina a principe della corona.

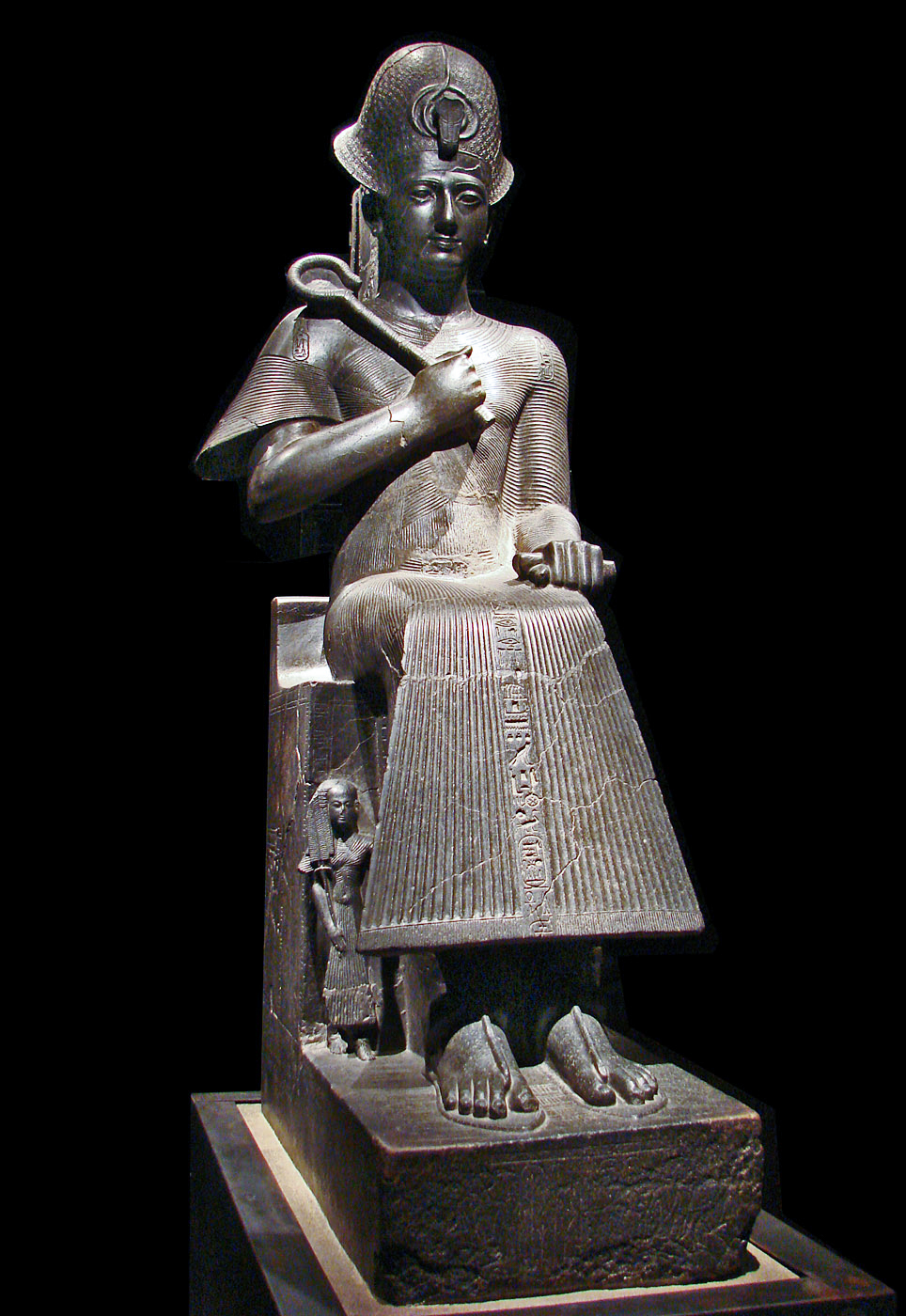
Statua assisa di Ramses II con, in basso da un lato, la raffigurazione di Amonherkhepshef. Dall'altro lato, non visibile, la madre Nefertari.

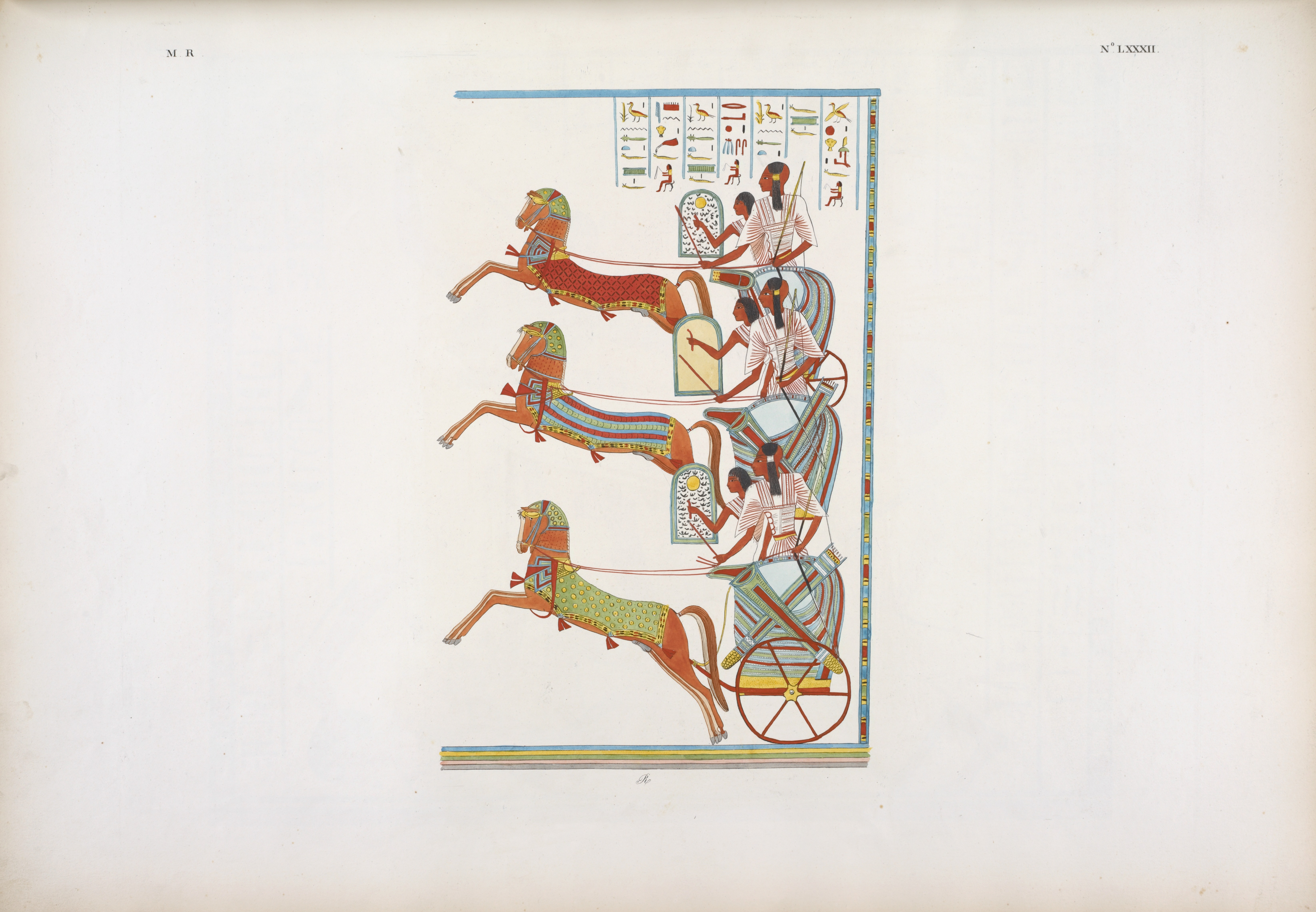
Da un disegno di Rosellini, tre figli di Ramses II sostengono il padre durante l'attacco a una fortezza siriana: Amonherkhepshef, Ramses B, Prehiwonemef

Potrebbe aver cambiato nome ancora una volta, intorno al 20º anno di regno del padre, sostituendo Amon con Seth divenendo così Setherkhepshef.
Secondo una diversa lettura dei dati in nostro possesso, Setherkhepshef potrebbe essere stato un figlio di Amonherkhepshef oppure un altro figlio di Ramses II.
Amonherkhepsef fu erede al trono per 25 anni durante il regno del padre a cui però premorì. Il suo rango venne allora ricoperto per altri 25 anni dal secondogenito di Ramses, detto Ramses B. Alla morte di questi subentrarono nel titolo i vari fratelli fino a Merenptah, nel 67º anno di regno del padre, che fu poi l'effettivo successore di Ramses II.
Amonherkhepshef, in quanto erede al trono, ebbe molti titoli e ricoprì numerosi incarichi. Alcuni erano unici ("Comandante delle truppe", "Confidente effettivo",  "Figlio più anziano del Re") altri erano condivisi con altri principi di sangue reale (Portatore del flabello alla destra del re, Scriba reale). 
Insieme al fratellastro Khaemuaset, figlio di Isinofret, è raffigurato combattente nella battaglia di Qadesh e nelle campagne nubiane, quest'ultime immortalate poi nel tempio rupestre di Beit el-Uali. Il suo nome compare anche in alcune lettere diplomatiche scambiate tra Egitto e regno Ittita nell'anno 21 di regno di Ramses II. Partecipò alla campagna moabita che si svolse intorno all'anno VII e successivamente prese parte, nell'anno VIII, unitamente al padre, a una campagna nella terra di Canaan.
Le immagini di Amonherkhepshef, sia statue sia pitture, compaiono numerose nei templi di Abu Simbel e nel tempio di Abido dove è raffigurato mentre offre un toro insieme al padre. A Karnak, sui bassorilievi della battaglia di Qadesh, sono rappresentati numerosi figli di Ramses II mentre conducono i prigionieri. Nel Ramesseum sono elencati diciotto principi, figli del sovrano, in una battaglia successiva, avvenuta nel VIII anno.
Nel Museo egizio di Torino, vi è una statua che raffigura Ramses II, assiso, con khepresh e hekat. In basso, sul lato destro, è rappresentato il primogenito Amonherkhepshef mentre sul lato sinistro, vi è la Grande sposa reale Nefertari. 
Amonherkhepshef scompare come erede al trono, forse solo con questo nome, intorno all'anno XX e morì verso il 25º anno del regno di suo padre all'età stimata di circa 40 anni. La morte fu causata, da quanto risulta dall'analisi della mummia, da un colpo alla testa. Sua moglie fu Nefertari II, figlia di Ramses II e con tutta probabilità di Nefertari, il che la rende la sorella o almeno la sorellastra dello stesso Amonherkhepshef. Da lei ebbe un figlio di nome Seti. 

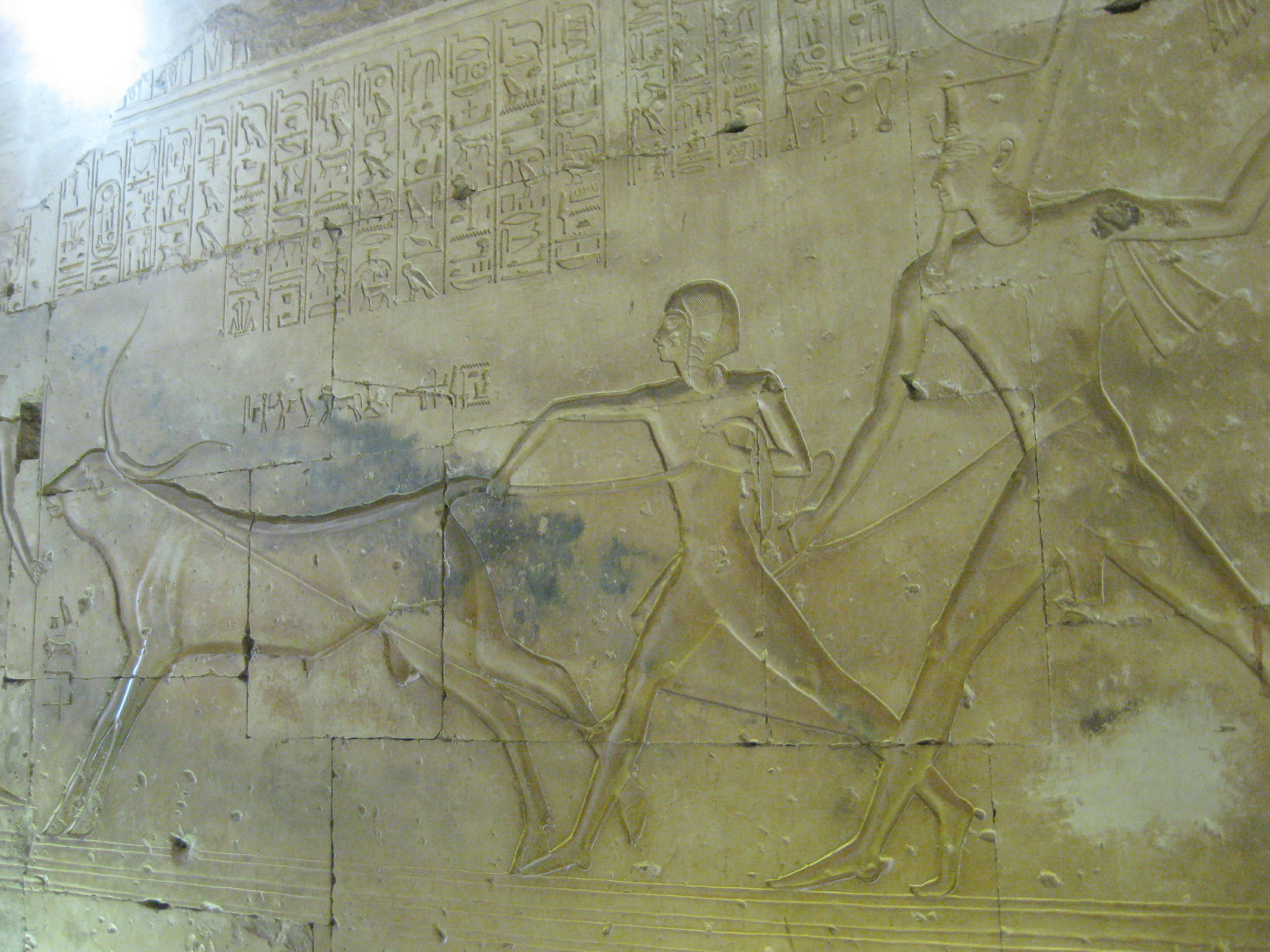
Abido, Tempio di Seti I, Corridoio del Toro: Ramses II con il primogenito Amonherkhepshef, si prepara a catturare il toro sacro

Amon-her-khepshef fu seppellito nella Valle dei Re, nella KV5, una grande tomba costruita appositamente per i figli di Ramses II.

## Setherkhepeshef
Seth-her-khepeshef oppure Seth-her-khepshef fu un figlio di Ramses II e della regina Nefertari. Fu principe ereditario e sacerdote del culto di suo padre, nonché ministro di Stato speciale per gli Stati settentrionali partecipando nei rapporti diplomatici con la terra di Hatti.
| C7 | D2 · Z1 · F24 | I9 | A51 |

Stẖ ḥr ḫpš=f
Nacque, nel XIII secolo a.C. negli anni in cui il padre Ramses II era coreggente al fianco di Seti I. Originalmente fu chiamato Amonheruenemef ("Amon è insieme alla sua mano destra") ma cambiò il nome in Amonherkhepshef ("Amon è con il suo forte braccio") al momento della salita al trono del padre e della sua conseguente nomina a principe della corona.

## Amonherkhepshef nell'Esodo
Secondo una tradizione scarsamente confermata dalle fonti, Amonherkhepshef morì quando era ancora fanciullo. Alcune testimonianze, infatti, raccontano che il principe erede al trono di Ramses II fu una delle vittime della decima piaga d'Egitto: secondo il Libro dell'Esodo (nella Bibbia), grazie ai poteri divini, Mosè scagliò tale piaga su tutto il paese d'Egitto colpendo tutti i primogeniti, affrancando così la schiavitù ebrea durata per più di 400 anni. Fu proprio la morte di Amonherkhepshef che convinse l'allora faraone in carica ad acconsentire alla liberazione del popolo d'Israele dall'Egitto.